# Killer Instinct (série télévisée)
Pour les articles homonymes, voir Killer Instinct.
Killer Instinct, ou Instinct de tueur au Québec, est une série télévisée américaine en treize épisodes de 42 minutes, créée par Josh Berman et dont seulement neuf épisodes ont été diffusés entre le 23 septembre et 2 décembre 2005 sur le réseau FOX.
En France, la série a été diffusée à partir du 18 septembre 2006 sur Série Club et à partir du 16 novembre 2006 sur M6, et au Québec à partir du 3 janvier 2013 sur Séries+.

## Synopsis
Cette série met en scène Jack Hale et ses collègues, chargés, au sein d'une division spécialisée de la police de San Francisco, de démasquer les auteurs de crimes particulièrement sordides.

## Distribution

### Acteurs principaux
- Johnny Messner (VF : Bruno Choël) : Jack Hale
- Kristin Lehman (VF : Dominique Vallée) : Danielle Carter (dès l'épisode 2)
- Chi McBride (VF : Sylvain Lemarie) : Ray Cavanaugh

### Acteurs récurrents et invités
- Ramon De Ocampo (VF : Damien Boisseau) : Harry Oka (épisodes 2 à 11)
- Jessica Steen (VF : Céline Monsarrat) : Dr Francine Klepp (7 épisodes)
- Benita Ha (en) : Riley (3 épisodes)
- Byron Lawson : Detective Lee (3 épisodes)
- Adam Reid (en) : Boze (2 épisodes)
- Jennifer Spence : Detective Burch (2 épisodes)
- Rukiya Bernard (en) : Eden Cavanaugh (2 épisodes)
- Ali Liebert : Dr Kit Ellsworth (2 épisodes)
- Paula Newsome : Mrs Cavanaugh (2 épisodes)
- Marguerite Moreau : détective Ava Lyford (épisode 1)

 Source et légende : version française (VF) sur RS Doublage

## Production
En mars 2005, Marguerite Moreau a décroché un rôle principal pour le pilote. Elle est remplacée en juillet par Kristin Lehman dans un nouveau rôle.
Étant placée dans la case du vendredi, diffusés dans le désordre et souffrant de mauvaises audiences, la série n'est pas revenue à l'horaire après la pause du temps des fêtes, laissant quatre épisodes inédits.

## Épisodes
1. Le Venin de la vengeance (Pilot)
2. Par petits morceaux (Five Easy Pieces)
3. Éternelle jeunesse (13 Going on 30)
4. Double meurtre (O Brother, Where Art Thou)
5. Passeur d'âmes (Die Like an Egyptian)
6. Tel père, tel fils ? (Who's Your Daddy)
7. Game Over (Game Over)
8. L'Étrangleur (Forget Me Not)
9. Secousses mortelles (Shake, Rattle and Roll)
10. La Bombe humaine (She's the Bomb)
11. Au bout de ses rêves (While You Were Sleeping)
12. L'Amour assassin (Love Hurts)
13. Compte à rebours (Fifteen Minutes of Flame)

## Commentaires
Avant d’être acteur, Johnny Messner, interprète du détective Jack Hale, était l’assistant personnel du producteur Andrew Stevens.
Dans une interview accordée à l’occasion du lancement de Pushing Daisies, série dans laquelle il interprète Emerson Cod, l’acteur Chi McBride a déclaré : « J’essaye de baser mes choix selon la qualité, à l’exception de cette série connue sous le titre de Killer Instinct que je surnomme « Kill it ! It stinks » » ( Tuez les ! c’est nul !) Andrew Stevens.